# Nationaal park Őrség
Het nationaal park Őrség (Hongaars: Őrségi Nemzeti Park) is een nationaal park in Hongarije. Het werd opgericht in 2002 en is 43.933 hectare groot. Het grenst aan het natuurpark Goričko in Slovenië en het natuurpark Raab in Oostenrijk. Het landschap bestaat uit heuvels en bossen. In het park komen verschillende diersoorten voor, waaronder zwarte ooievaar, drieteenspecht, wespendief, veel vlinders en libellen. Plantensoorten die in het park voorkomen zijn onder andere angelica en gentiaan.